# Brunna
Brunna is een plaats in de gemeente Upplands-Bro in het landschap Uppland en de provincie Stockholms län in Zweden. De plaats heeft 3861 inwoners (2005) en een oppervlakte van 175 hectare.

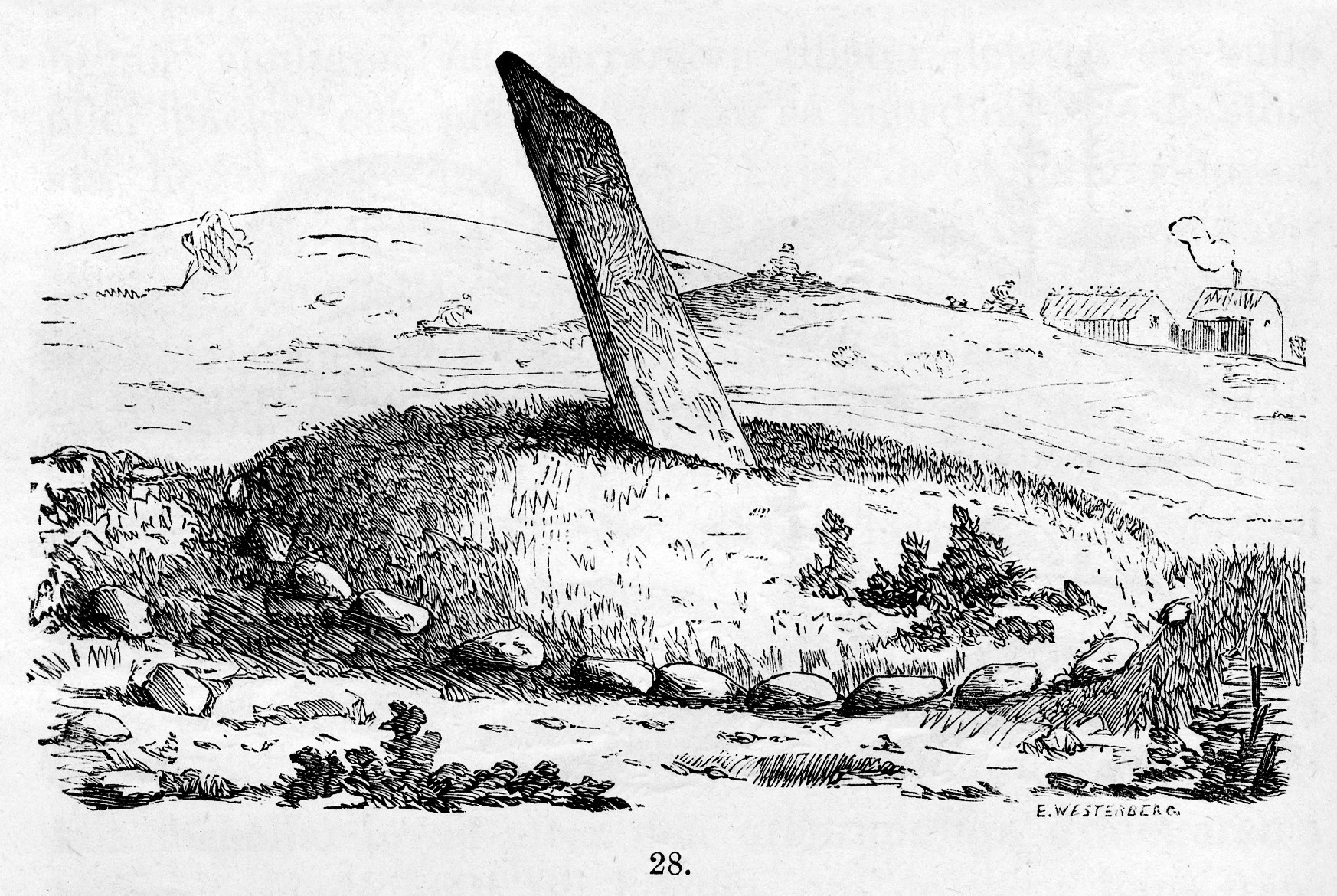
Grafheuvel, uit Kongl. Vitterhets Historie och Antiqvitets Akademiens Månadsblad (1873)